# Gelatina al caffè
La gelatina al caffè (in inglese coffee jelly, in giapponese コーヒーゼリー?, kōhī zerī) è un dolce originario dell'Inghilterra e degli Stati Uniti, oggi diffuso principalmente in Giappone. Si prepara mescolando del caffè con un gelificante, generalmente agar agar o colla di pesce, e può essere insaporito con creme dolci a piacere.

## Storia
Le prime ricette della gelatina al caffè risalgono almeno alla prima metà dell'Ottocento e furono pubblicate soprattutto in alcuni libri di cucina inglesi e statunitensi. Giovanni Vialardi descrisse la gelatina al caffè moka nel suo Trattato di cucina, pasticceria moderna, credenza e relativa confettureria del 1854. Tali preparazioni prevedevano che il caffè venisse mescolato con gelatina di vitello, colla di pesce o altri chiarificanti.
L'introduzione della gelatina confezionata rese possibile preparare la gelatina al caffè semplicemente mescolando la bevanda al preparato gelificante e versando il composto in uno stampo. Nei primi anni del Novecento si cominciò a promuovere la gelatina al caffè come alternativa più salutare al caffè caldo, poiché si riteneva che la gelatina potesse assorbire l'acidità in eccesso nello stomaco. Nel 1918 la Jell-O lanciò una propria versione del dolce, che ebbe però vita breve. Negli Stati Uniti, la gelatina al caffè è oggi considerata una specialità di Boston, nel Massachusetts, e più in generale della Nuova Inghilterra.
La variante giapponese della gelatina al caffè si sviluppò durante il periodo Taishō (1912-1926), ispirandosi alla ricetta occidentale. Uno dei principali fattori che ne favorì la diffusione in Giappone, soprattutto a partire dal secondo dopoguerra, fu il processo di occidentalizzazione dei costumi. Ancora oggi, il dolce è estremamente popolare nel paese ed è facilmente reperibile nei comuni convenience store.